# Jonatha Brooke

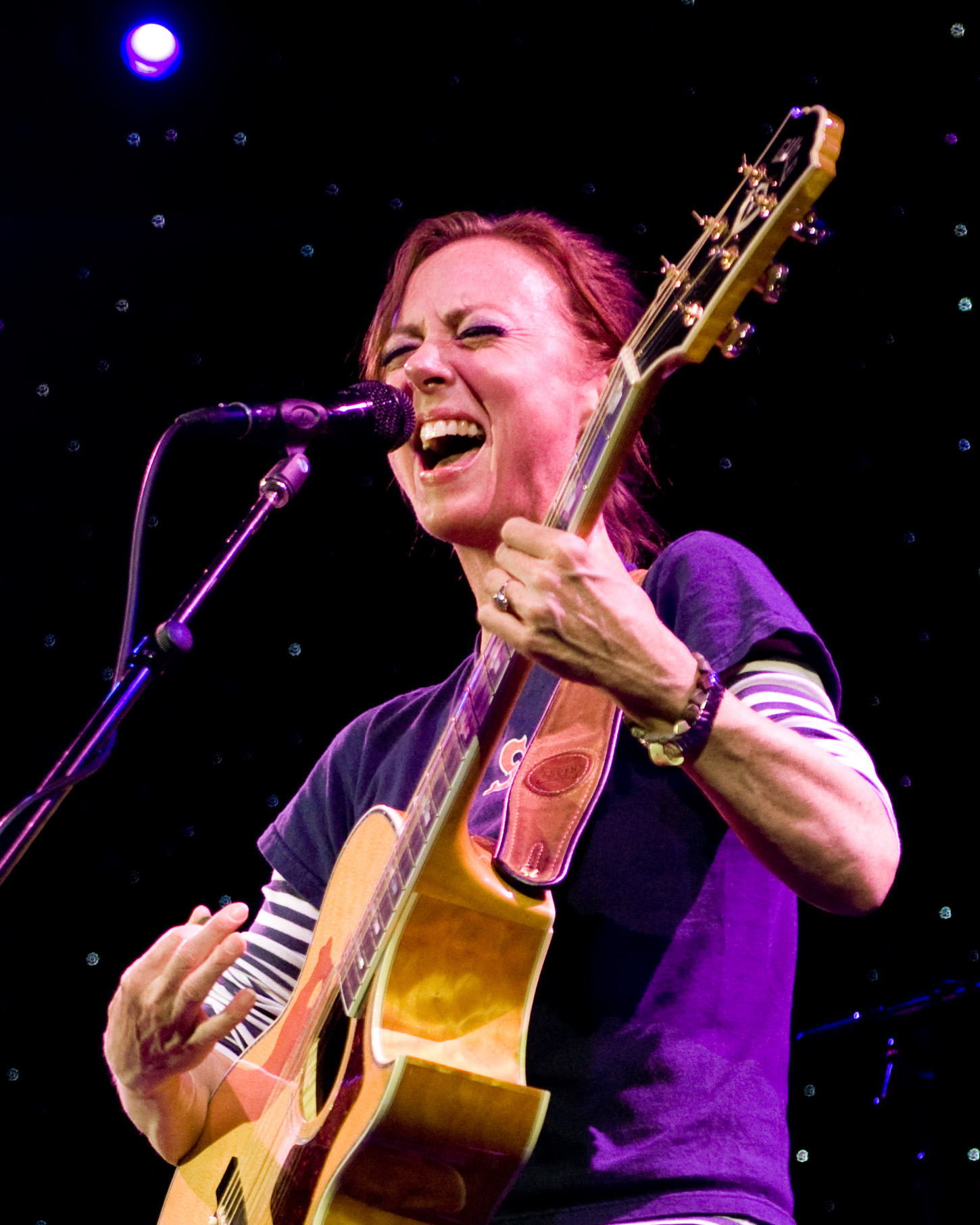
Jonatha Brooke

Jonatha Brooke (* 23. Januar 1964) ist eine US-amerikanische Folksängerin und Songwriterin.
Zunächst trat sie als Teil von The Story in Erscheinung. Danach kurz als Jonatha Brooke & The Story, ehe sie vollends als Solistin auftrat. Sie vertonte unter anderem bislang unveröffentlichte Texte aus dem Nachlass von Woody Guthrie. Guthries Tochter Nora hatte die Musikerin eingeladen, im Archiv zu stöbern. Ihr gefielen besonders die poetischen Liebeslieder wie "My Sweet and Bitter Bowl" oder spirituelle Texte wie "My Battle", welche sie im Februar 2008 für die Platte The Works aufnahm.
Im Januar 1996 war Jonatha Brooke für ein paar Showcases in Deutschland. Im Mai 1996 sowie in den Jahren 2003 und 2009 war sie im deutschsprachigen Raum auf Tournee.
Auf Manu Katchés Album The Scope sang sie das Lied Let Love Rule.

## Diskografie
| Album                     | Jahr | Label           | Anmerkungen                 |
| ------------------------- | ---- | --------------- | --------------------------- |
| Grace in Gravity          | 1991 |                 | als The Story               |
| Angel in the House        | 1993 | Elektra         | als The Story               |
| Plumb                     | 1995 | Blue Thumb/MCA  | Label-Inhaber: Tommy LiPuma |
| 10 Cent Wings             | 1997 | MCA             |                             |
| Jonatha Brooke Live       | 1999 | Bad Dog Records | ihr eigenes Label           |
| Steady Pull               | 2001 | Bad Dog Records | ihr eigenes Label           |
| Back in the Circus        | 2004 |                 |                             |
| Live In New York          | 2006 |                 | CD/DVD set                  |
| Careful What You Wish For | 2007 |                 |                             |
| The Works                 | 2008 | Bad Dog Records | ihr eigenes Label           |
| My Mother Has 4 Noses     | 2014 | Bad Dog Records |                             |
| Midnight. Halleluja       | 2016 | Bad Dog Records |                             |